# Grayson Allen
Grayson James Allen (Jacksonville, 8 ottobre 1995) è un cestista statunitense, di ruolo guardia, professionista nella NBA con i Phoenix Suns.

## Carriera

### Scuola superiore

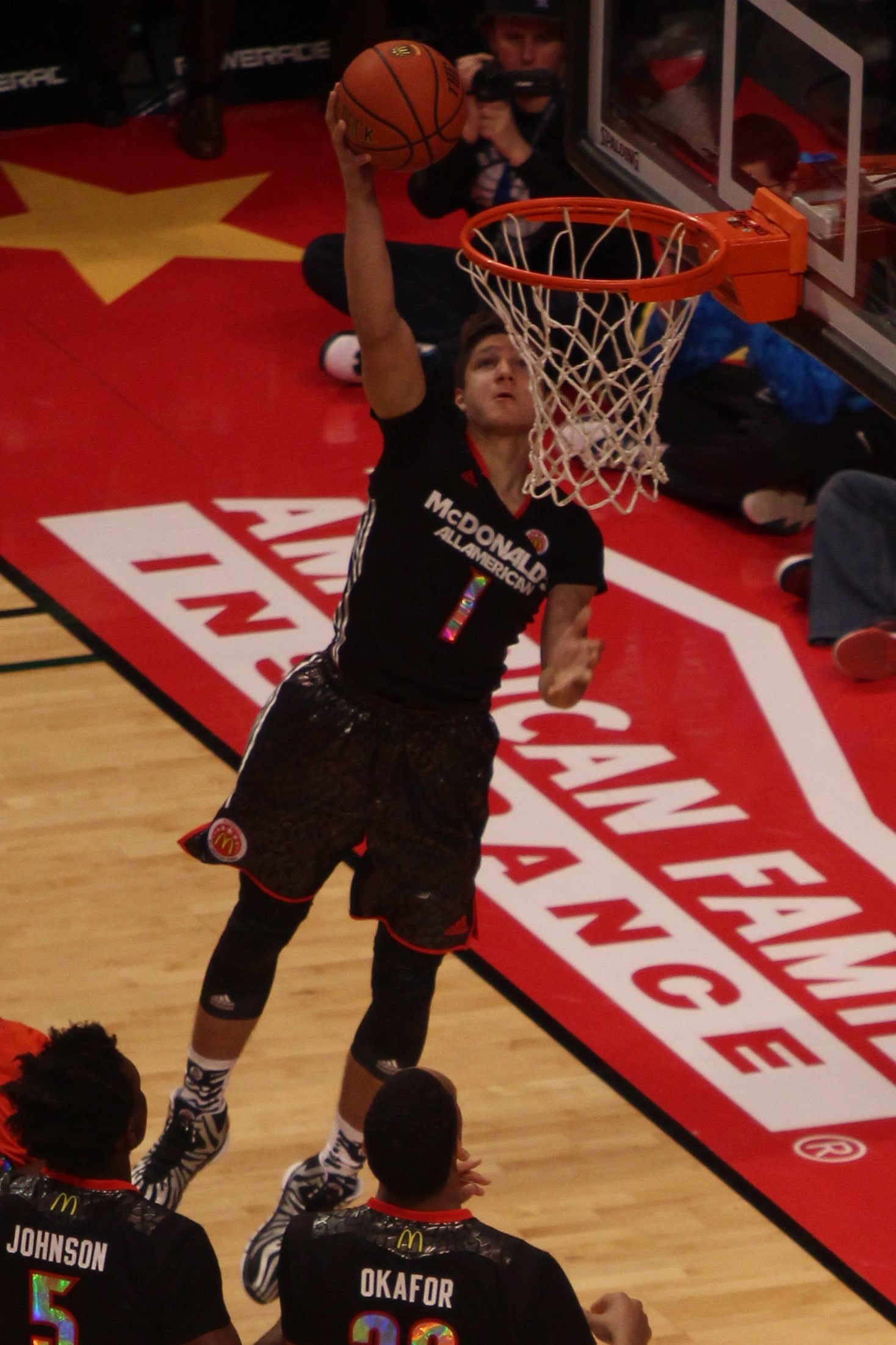
Allen mentre effettua una schiacciata durante il McDonald's All-American Game 2014

Nel 2014, Allen è stato selezionato come McDonald's All-American Game alla Providence School di Jacksonville, in Florida, dove ha vinto un campionato statale l'anno precedente. Ha vinto il McDonald's All-American Slam Dunk Contest, saltando sul futuro compagno di squadra della Duke Jahlil Okafor.

### College

#### Stagione freshman (2014-2015)
Durante la stagione da matricola di Allen alla Duke, ha segnato una media di 4,4 punti a partita ed è stato nominato nella squadra accademica dell'ACC. Allen è diventato uno dei principali contributori al torneo NCAA. Il 7 aprile 2015, ha aiutato Duke a vincere la partita del campionato NCAA 2015, segnando 16 punti. Dopo la partita, i commentatori hanno citato Allen come uno dei motivi principali della vittoria di Duke. L'allenatore Mike Krzyzewski è d'accordo, dicendo: "Eravamo come morti nell'acqua. Eravamo nove punti sotto e Grayson ci ha semplicemente messo sulle spalle".

#### Stagione sophmore (2015-2016)
Allen ha ricevuto l'attenzione nazionale in seguito a un incidente durante una partita contro i Louisville Cardinals. L'8 febbraio 2016, ad Allen è stato inflitto un fallo flagrante dopo aver fatto lo sgambetto all'ala dei Cardinals Ray Spalding. I commentatori hanno detto che la mossa sembrava essere intenzionale, poiché Allen ha allungato la gamba mentre era a terra mentre Spalding gli saltava addosso.
Nella seconda partita di Duke contro Louisville, Allen si scambiò i gomiti mentre lottava per prendere la palla e fu successivamente espulso per aver urlato contro un arbitro dopo essere stato fischiato per il suo quinto fallo. Il 25 febbraio, negli ultimi secondi della vittoria per 15 punti contro la Florida State, Allen fece lo sgambetto alla guardia avversaria Xavier Rathan-Mayes. Il giorno dopo, Allen ricevette un rimprovero dalla Atlantic Coast Conference (ACC) per il suo secondo inciampo in meno di un mese.
Durante la stagione 2015-2016, Allen è stato uno dei migliori giocatori offensivi dell'ACC, con una media di 21 punti a partita e un tiro del 41% da tre punti. Ha giocato in media 36,6 minuti a partita e ha realizzato l'83,7% dei tiri liberi. Nel torneo NCAA, Allen ha segnato 29 punti nella vittoria per 71-64 di Duke su Yale, aiutando la squadra a raggiungere gli Sweet Sixteen. La squadra ha perso la partita successiva contro la testa di serie dell'Oregon, 82-68; Allen ha avuto difficoltà a segnare vicino al canestro durante quella partita, terminando con 15 punti.

#### Stagione Junior (2016-2017)
Entrando nella sua stagione da junior, Allen era considerato uno dei migliori giocatori di ritorno nel basket universitario. È stato nominato nella squadra All-America pre-campionato dell'Associated Press ed è stato scelto dai media ACC come Giocatore dell'anno ACC pre-campionato.
Il 12 novembre 2016, Allen ha segnato 25 punti e 10 rimbalzi nella vittoria per 96-61 su Grand Canyon. Il 29 novembre 2016, Allen ha segnato 24 punti e 4 assist nella vittoria per 78-69 contro il Michigan State nell'ACC-Big Ten Challenge. Il 10 dicembre 2016, Allen ha totalizzato 34 punti in una vittoria per 94–45 sull'UNLV. Il 28 gennaio 2017, Allen ha segnato 19 punti nella vittoria per 85-83 contro Wake Forest. Il 30 gennaio 2017, Allen ha segnato 21 punti e 5 assist nella vittoria per 84-74 su Notre Dame. Il 4 febbraio 2017, Allen ha segnato 21 punti nella vittoria per 72-64 contro Pittsburgh. Il 9 febbraio 2017, Allen ha segnato 25 punti e 3 assist in una vittoria per 86-78 sul rivale North Carolina.
Prima dell'inizio della stagione, Allen ha dichiarato di essere pronto a lasciarsi alle spalle gli incidenti della stagione precedente. Tuttavia, il 21 dicembre, ha fatto lo sgambetto a Steven Santa Ana degli Elon Phoenix ed è stato accusato di un fallo tecnico. Il giorno successivo, l'allenatore della Duke Mike Krzyzewski ha sospeso Allen dalla squadra a tempo indeterminato. Dopo la partita di Duke del 31 dicembre, Krzyzewski ha privato Allen del capitano della sua squadra. Allen è tornato a giocare il 4 gennaio 2017 dopo aver scontato una partita di squalifica.
Durante la stagione 2016-2017, Allen ha segnato una media di 14,5 punti a partita e ha tirato il 36,5% da tre punti. Ha una media di 29,6 minuti a partita e ha tirato l'81,1% dalla linea del tiro libero. Duke ha raggiunto il secondo round del torneo NCAA, dove la squadra è stata sconvolta dalla Carolina del Sud; Allen ha segnato 20 punti nella sconfitta.

#### Stagione Senior (2017-2018)

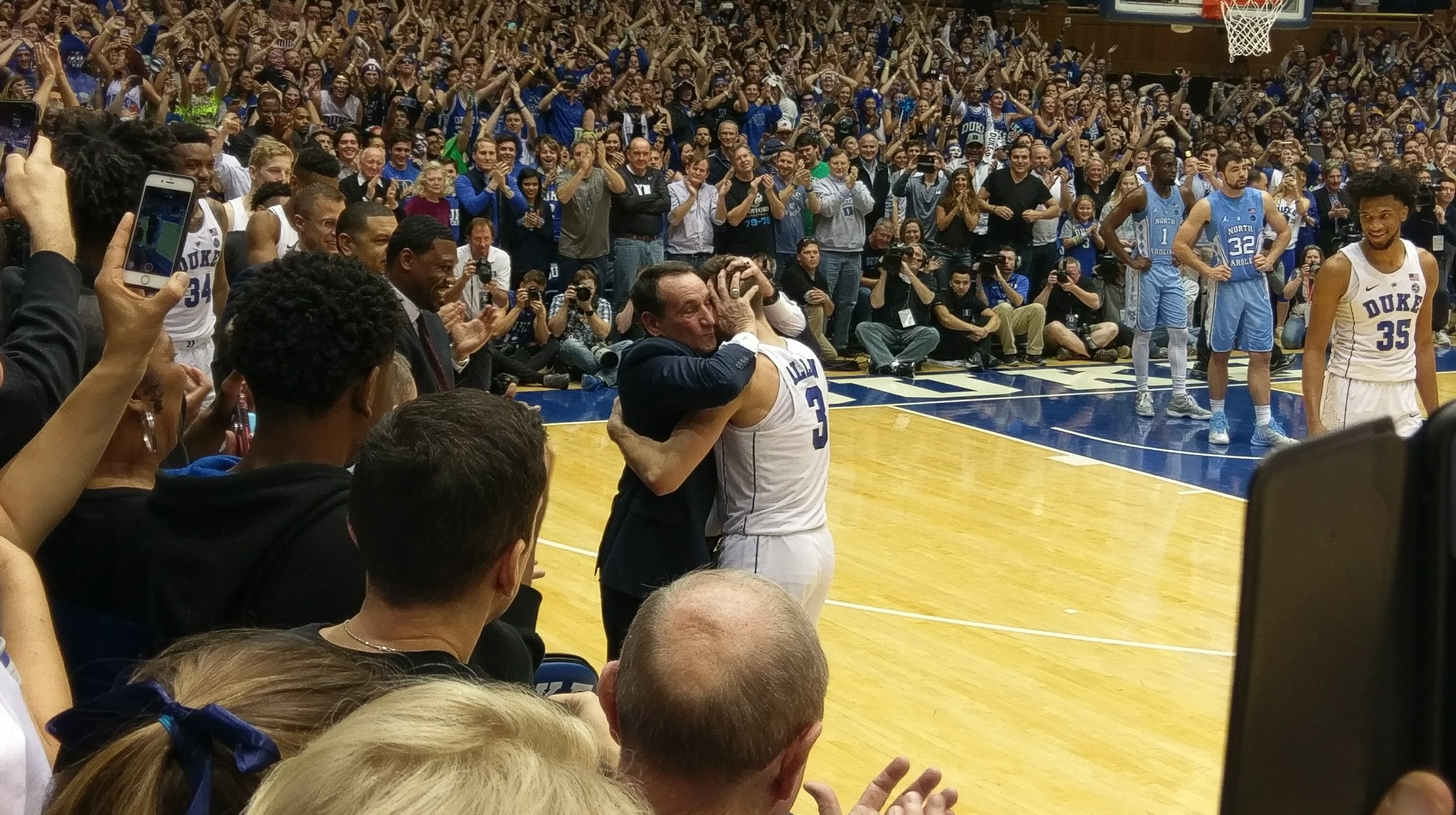
Coach K mentre abbraccia Allen al termine della sua ultima partita casalinga alla Duke University.

Il 18 aprile 2017 è stato annunciato che Allen sarebbe tornato alla Duke per la sua stagione da senior.
La squadra ha votato per ripristinarlo come capitano per la stagione 2017-2018. Il 14 novembre 2017, Allen ha segnato 37 punti nella vittoria per 88-81 contro il Michigan State. Il 29 novembre 2017, Allen ha segnato 21 punti nella vittoria per 91-81 sull'Indiana. Il 2 dicembre 2017, Allen ha segnato 25 punti e 3 rimbalzi nella vittoria per 96-80 contro il South Dakota. Il 30 dicembre 2017, Allen ha segnato 22 punti e 3 rimbalzi nella vittoria per 100-93 sulla Florida State. Per la stagione, Allen ha segnato una media di 15,5 punti a partita con il 41,8% di tiri.
Il 9 marzo 2018, ad Allen è stato inflitto un fallo flagrante nel torneo ACC per aver fatto inciampare Garrison Brooks della North Carolina con quello che è stato chiamato un "controllo dell'anca".
Duke raggiunse gli Elite Eight nel torneo NCAA, dove la squadra fu sconfitta dal Kansas, 85-81, ai tempi supplementari. Nella sua ultima partita collegiale, Allen ha segnato 12 punti al tiro 3 su 13, ha mancato un potenziale tiro vincente e ha sbagliato due triple alla fine dei tempi supplementari; tuttavia, ha effettuato diversi tiri liberi con la frizione. Scott Gleeson di USA Today ha commentato che la stagione "è stata una stagione in ripresa per Allen nel suo insieme, nonostante il finale amaro. Ha assunto il ruolo di capitano senior in una squadra giovane piena di talento NBA. Era un copione capovolto da un anno fa, quando Allen era visto come il cattivo di questo sport per il suo comportamento antisportivo..."

### NBA

#### Utah Jazz (2018-2019)

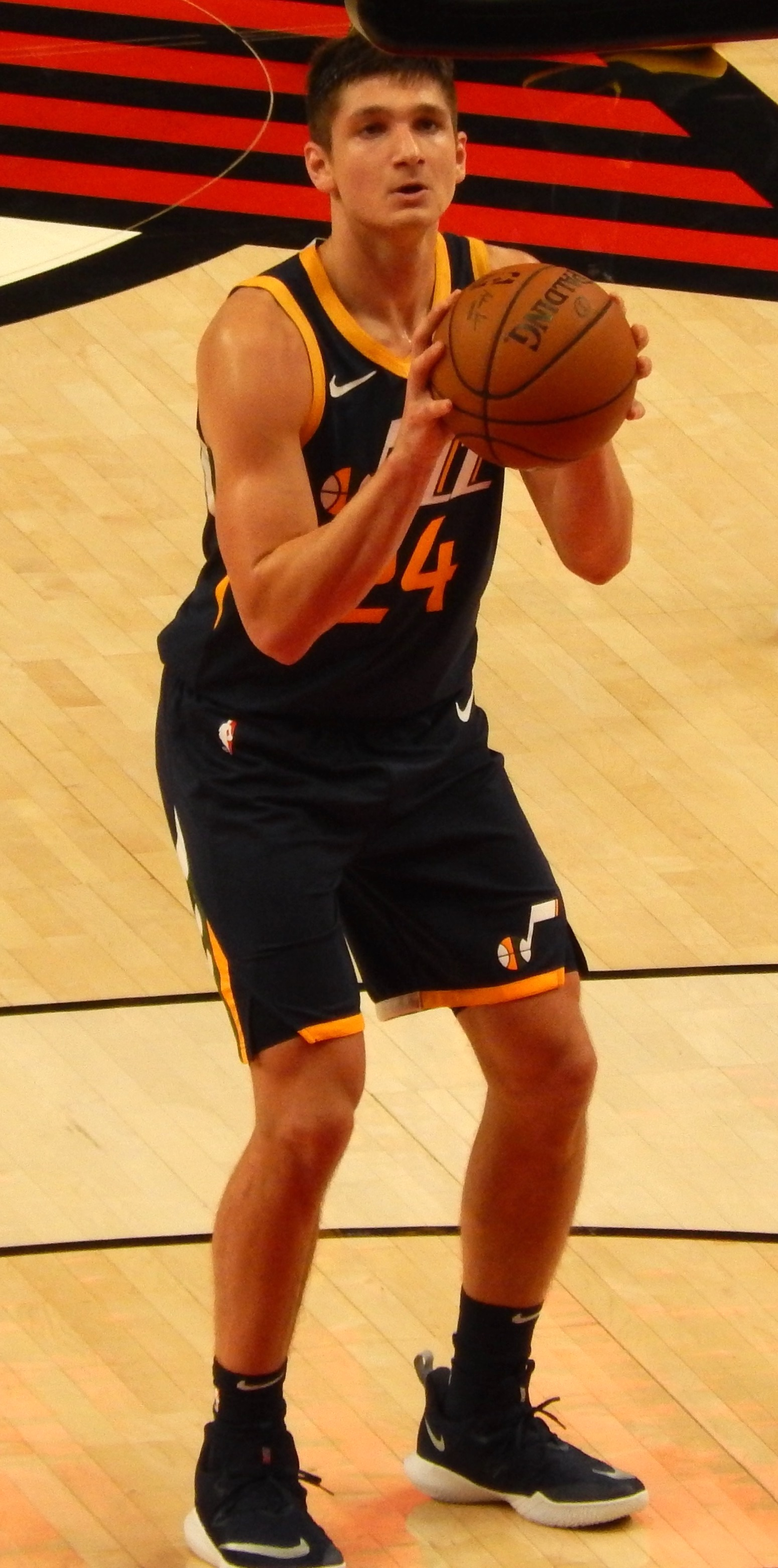
Allen con gli Utah Jazz nel 2018

Il 21 giugno 2018, Allen è stato selezionato dagli Utah Jazz al primo giro del Draft NBA 2018 (21ª scelta assoluta). Il 2 luglio, Allen firmò un contratto quadriennale da rookie con i Jazz. Ha fatto il suo debutto in NBA il 22 ottobre, contro i Memphis Grizzlies, segnando 7 punti in 11 minuti dalla panchina. Il 10 aprile 2019, Allen ha segnato 40 punti, il record della sua carriera, con sette rimbalzi, quattro assist, un recupero e un stoppata nella sconfitta per 137-143 ai supplementari contro i Los Angeles Clippers.

#### Memphis Grizzlies (2019-2021)
Il 6 luglio 2019, Allen è stato ceduto, insieme a Jae Crowder e Kyle Korver, i diritti al draft su Darius Bazley e una futura scelta al primo turno, ai Memphis Grizzlies in cambio di Mike Conley. L'11 luglio, è stato espulso da una partita della NBA Summer League tra i Grizzlies e i Boston Celtics dopo aver commesso falli flagranti consecutivi che sono stati descritti dai commentatori come "tiri da poco". Il 23 ottobre fece il suo debutto con i Grizzlies, mettendo a segno cinque punti, due assist e un rimbalzo nella sconfitta per 101–120 contro i Miami Heat. Il 29 ottobre, Allen registrò il record stagionale di due palle recuperate nella sconfitta per 91-120 contro i Los Angeles Lakers. Il 4 dicembre, ottenne il record stagionale di sette rimbalzi nella sconfitta per 99–106 contro i Chicago Bulls. Il 5 agosto 2020, Allen ha segnato il record stagionale di 20 punti e ha registrato sei triple da record in carriera insieme a due rimbalzi e un assist in 26 minuti di azione nella sconfitta per 115-124 contro gli Utah Jazz. Ha eguagliato questo punteggio il 9 agosto, dove ha anche ottenuto quattro rimbalzi e un assist nella sconfitta per 99-108 contro i Toronto Raptors.
Il 16 dicembre 2020, Memphis ha annunciato di aver esercitato l'opzione di squadra su Allen per la stagione 2021-2022. Il 23 dicembre, ha fatto il suo debutto stagionale con i Grizzlies, mettendo a segno sei punti, due rimbalzi e cinque assist nella sconfitta per 119-131 contro i San Antonio Spurs. Il 27 marzo 2021, Allen ha registrato quattro palle recuperate in carriera in una sconfitta per 110-126 contro gli Utah Jazz. Il 7 aprile, ha registrato il record stagionale di 30 punti, insieme a quattro rimbalzi e tre assist, nella vittoria per 131–113 sugli Atlanta Hawks. Il 5 maggio, ha subito un infortunio addominale nella vittoria per 139-135 sui Minnesota Timberwolves. Ha mancato le ultime sette partite della stagione regolare dei Grizzlies, ma è tornato in tempo per i playoff. Il 29 maggio, contro la sua ex squadra, i Jazz, Allen ha registrato un record in carriera di 17 punti nei playoff in 29 minuti. Questa è stata la sua unica prestazione da gol a doppia cifra nei playoff. I Grizzlies alla fine avrebbero perso la serie in cinque partite.

#### Milwaukee Bucks (2021-2023)
Il 7 agosto 2021, Allen è stato ceduto dai Grizzlies ai Milwaukee Bucks per Sam Merrill e due future scelte al secondo turno del draft. Il direttore generale dei Bucks Jon Horst ha commentato: "Grayson è una guardia di talento... Il suo tiro da tre punti, la sua energia, tenacia e il suo QI nel basket lo rendono una grande aggiunta e siamo entusiasti di dargli il benvenuto a Milwaukee". Il 18 ottobre, Allen ha firmato un prolungamento da rookie di 2 anni da 20 milioni di dollari con i Bucks. Il giorno successivo, ha fatto il suo debutto per la squadra, registrando 10 punti, 6 assist e 4 rimbalzi nella vittoria contro i Brooklyn Nets.
Il 21 gennaio 2022, durante una partita contro i Chicago Bulls, Allen commise fallo sulla guardia avversaria Alex Caruso e fu espulso dal gioco dopo aver ricevuto un fallo flagrante di tipo 2. L'allenatore dei Bulls Billy Donovan ha condannato pubblicamente Allen dopo la partita, citando la storia di giocate pericolose di Allen e affermando che "avrebbe potuto porre fine alla carriera [di Caruso]". Caruso ha subito una frattura al polso destro ed è stato escluso per 6. a 8 settimane. Il 23 gennaio Grayson è stato sospeso per una partita dalla NBA. Riguardo all'incidente, Allen ha detto: "È stata una sfortuna come è andata a finire. Ho saltato per bloccarla con la sinistra, e mentre stavo girando sono andato ad afferrare la palla con la mano destra, senza buttarla a terra. È stato davvero un forte caduta e sono felice che stia bene. Se potessi rifare la commedia sapendo che sarebbe caduto in quel modo, non farei la commedia."
Il 22 aprile 2022, durante Gara 3 del primo turno dei playoff, Allen ha segnato 22 punti, record in carriera nei playoff, in una vittoria per 111-81 sui Chicago Bulls. Due giorni dopo, ha battuto questo totale con 27 punti insieme a tre palle recuperate in una vittoria per 119-95 in Gara 4.
Il 4 gennaio 2023, Allen ha segnato 16 punti, incluso un tiro da tre punti vincente, durante una vittoria per 104-101 ai supplementari sui Toronto Raptors.

#### Phoenix Suns (2023-presente)
Il 27 settembre 2023, Allen, insieme ai giocatori dei Portland Trail Blazers Jusuf Nurkić, Nassir Little e Keon Johnson, è stato ceduto ai Phoenix Suns come parte di uno scambio a tre squadre che ha inviato Damian Lillard ai Milwaukee Bucks e Jrue Holiday, Deandre Ayton, Toumani Camara e una scelta al primo giro del draft 2029 dei Portland Trail Blazers. Il 6 novembre, Allen ha segnato il record stagionale di 26 punti da titolare con un record di 8/13 da tre punti realizzato in una tesa vittoria per 116-115 ai supplementari sui Chicago Bulls. Il giorno di Natale, Allen ha segnato un nuovo record stagionale con 32 punti realizzati da titolare mentre realizzava 8/17 da tre punti nella sconfitta contro i Dallas Mavericks. Il 5 gennaio 2024, Allen ha segnato 31 punti con un nuovo record di tre punti di 9/14 in carriera realizzato in una vittoria per 113-97 sui Miami Heat. I tre punti hanno fatto sì che il gioco eguagliasse un record di franchigia precedentemente stabilito più volte tra gli ex giocatori dei Suns Quentin Richardson, Channing Frye, Aron Baynes, Cameron Johnson e Landry Shamet. Successivamente ha pareggiato il suo record di tre punti per una singola partita undici giorni dopo; quella partita lo portò a segnare solo 27 punti quella volta, ma fu un contributore chiave in una partita storica in cui i Suns ebbero una rimonta da 22 punti nel quarto quarto e un allungamento di rimonta di 32-8 a fine partita sconvolgendo i Sacramento Kings e vincendo 119– 117 a casa. L'8 febbraio, Allen ha rotto il suo record in carriera negli assist entro la fine del primo tempo; in seguito ha concluso con 14 assist da record in carriera in una vittoria per 129–115 sugli Utah Jazz.

## Vita privata
Allen iniziò a frequentare Morgan Reid mentre entrambi erano studenti alla Duke. Reid era una giocatrice della squadra di calcio femminile del Duke e da allora è diventata professionista. La coppia si è fidanzata nel febbraio 2022 e si è sposata il 23 luglio 2022.

## Statistiche
| † | Denota le stagioni in cui ha vinto il titolo |

### NCAA
| Anno       | Squadra          | PG  | PT | MP   | TC%  | 3P%  | TL%  | RP  | AP  | PRP | SP  | PP   |
| ---------- | ---------------- | --- | -- | ---- | ---- | ---- | ---- | --- | --- | --- | --- | ---- |
| 2014-2015† | Duke Blue Devils | 35  | 0  | 9,2  | 42,5 | 34,6 | 84,9 | 1,0 | 0,4 | 0,3 | 0,1 | 4,4  |
| 2015-2016  | Duke Blue Devils | 36  | 35 | 36,6 | 46,6 | 41,7 | 83,7 | 4,6 | 3,5 | 1,3 | 0,1 | 21,6 |
| 2016-2017  | Duke Blue Devils | 34  | 25 | 29,6 | 39,5 | 36,5 | 81,1 | 3,7 | 3,5 | 0,8 | 0,1 | 14,5 |
| 2017-2018  | Duke Blue Devils | 37  | 37 | 35,6 | 41,8 | 37,0 | 85,0 | 3,3 | 4,6 | 1,7 | 0,1 | 15,5 |
| Carriera   | Carriera         | 142 | 97 | 27,9 | 43,0 | 38,0 | 83,4 | 3,2 | 3.0 | 1,0 | 0,1 | 14,1 |

#### Massimi in carriera
- Massimo di punti: 37 vs Michigan State (14 novembre 2017)[83]
- Massimo di rimbalzi: 12 vs Wake Forest (13 gennaio 2018)
- Massimo di assist: 11 vs Boston (7 gennaio 2017)
- Massimo di palle rubate: 5 (4 volte)
- Massimo di stoppate: 2 vs North Carolina State (12 marzo 2015)
- Massimo di minuti giocati: 45 vs Kansas (25 marzo 2018)

### NBA

#### Regular Season
| Anno      | Squadra           | PG  | PT  | MP   | TC%  | 3P%  | TL%  | RP  | AP  | PRP | SP  | PP   |
| --------- | ----------------- | --- | --- | ---- | ---- | ---- | ---- | --- | --- | --- | --- | ---- |
| 2018-2019 | Utah Jazz         | 38  | 2   | 10,9 | 37,6 | 32,3 | 75,0 | 0,6 | 0,7 | 0,2 | 0,2 | 5,6  |
| 2019-2020 | Memphis Grizzlies | 38  | 0   | 18,9 | 46,6 | 40,4 | 86,7 | 2,2 | 1,4 | 0,3 | 0,1 | 8,7  |
| 2020-2021 | Memphis Grizzlies | 50  | 38  | 25,2 | 41,8 | 39,1 | 86,8 | 3,2 | 2,2 | 0,9 | 0,2 | 10,6 |
| 2021-2022 | Milwaukee Bucks   | 66  | 61  | 27,3 | 44,8 | 40,9 | 86,5 | 3,4 | 1,5 | 0,7 | 0,3 | 11,1 |
| 2022-2023 | Milwaukee Bucks   | 72  | 70  | 27,4 | 44,0 | 39,9 | 90,5 | 3,3 | 2,3 | 0,9 | 0,2 | 10,4 |
| 2023-2024 | Phoenix Suns      | 75  | 74  | 33,5 | 49,9 | 46,1 | 87,8 | 3,9 | 3,0 | 0,9 | 0,6 | 13,5 |
| 2024-2025 | Phoenix Suns      | 64  | 7   | 24,1 | 44,8 | 42,6 | 81,6 | 3,0 | 2,1 | 0,8 | 0,3 | 10,6 |
| Carriera  | Carriera          | 403 | 252 | 25,4 | 45,1 | 41,4 | 85,7 | 3,0 | 2,0 | 0,7 | 0,3 | 10,5 |

#### Play-off
| Anno     | Squadra           | PG | PT | MP   | TC%  | 3P%  | TL%  | RP  | AP  | PRP | SP  | PP   |
| -------- | ----------------- | -- | -- | ---- | ---- | ---- | ---- | --- | --- | --- | --- | ---- |
| 2019     | Utah Jazz         | 2  | 0  | 7,0  | 28,6 | 0,0  | 71,4 | 0,5 | 0,0 | 0,0 | 0,0 | 4,5  |
| 2021     | Memphis Grizzlies | 5  | 0  | 23,2 | 36,4 | 38,1 | 0,0  | 2,6 | 0,2 | 0,4 | 0,2 | 6,4  |
| 2022     | Milwaukee Bucks   | 12 | 5  | 25,4 | 45,1 | 39,6 | 63,6 | 2,9 | 1,3 | 0,7 | 0,3 | 8,3  |
| 2023     | Milwaukee Bucks   | 5  | 5  | 29,8 | 46,3 | 48,3 | 85,7 | 2,4 | 1,8 | 0,4 | 0,0 | 11,6 |
| 2024     | Phoenix Suns      | 2  | 2  | 21,5 | 20,0 | 20,0 | 100  | 4,0 | 1,0 | 0,5 | 0,0 | 3,5  |
| Carriera | Carriera          | 26 | 12 | 24,1 | 42,3 | 39,6 | 73,3 | 2,7 | 1,0 | 0,5 | 0,2 | 7,9  |

#### Massimi in carriera
- Massimo di punti: 40 vs Los Angeles Clippers (10 aprile 2019)[84]
- Massimo di rimbalzi: 10 vs Denver Nuggets (1º dicembre 2023)
- Massimo di assist: 14 vs Utah Jazz (8 febbraio 2024)
- Massimo di palle rubate: 4 (3 volte)
- Massimo di stoppate: 2 (17 volte)
- Massimo di minuti giocati: 43 vs Denver Nuggets (19 aprile 2021)

### G League
| Anno      | Squadra      | PG | PT | MP   | TC%  | 3P%  | TL%  | RP  | AP  | PRP | SP  | PP   |
| --------- | ------------ | -- | -- | ---- | ---- | ---- | ---- | --- | --- | --- | --- | ---- |
| 2018-2019 | S.L.C. Stars | 12 | 12 | 30,3 | 46,3 | 40,5 | 73,5 | 2,7 | 2,4 | 0,9 | 0,3 | 16,3 |
| Carriera  | Carriera     | 12 | 12 | 30,3 | 46,3 | 40,5 | 73,5 | 2,7 | 2,4 | 0,9 | 0,3 | 16,3 |

## Palmarès
- McDonald's All-American (2014)
- Campione NCAA (2015)